# Shōzō Azuma

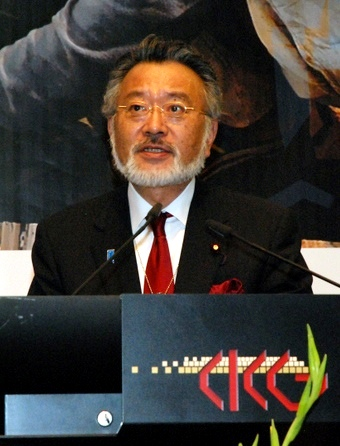
Shōzō Azuma als Staatssekretär 2011.

Shōzō Azuma (jap. 東 祥三, Azuma Shōzō; * 1. Mai 1951 in Shinjuku, Präfektur Tokio) ist ein japanischer Politiker. Er war bis 2012 Abgeordneter im Shūgiin, dem Unterhaus des nationalen Parlaments, für den 15. Wahlkreis Tokio, zuletzt als Mitglied der Nippon Mirai no Tō.
Azuma absolvierte 1975 die wirtschaftswissenschaftliche Fakultät der Sōka-Universität, an der er 1983 auch den Doktorgrad (hakushi) erwarb. Bis 1988 war er für Sonderorganisationen der Vereinten Nationen tätig, darunter die ONUDI. 1990 kandidierte er in Nachfolge von Shigetake Arishima als Kōmeitō-Kandidat im damaligen Viermandatswahlkreis Tokio 6 für das Shūgiin und wurde mit dem vierthöchsten Stimmenanteil gewählt, 1993 mit dem dritthöchsten Stimmenanteil wiedergewählt. Unter der Anti-LDP-Koalition die in Form des Kabinetts Hosokawa 1993 die Regierung übernahm, wurde Azuma parlamentarischer Staatssekretär im Außenministerium unter Tsutomu Hata.
Nach der Auflösung der Kōmeitō 1994 gehörte Azuma wie die meisten Parteimitglieder zur Neuen Fortschrittspartei, folgte danach aber Ichirō Ozawa in die Liberale Partei und schließlich die Demokratische Partei, in der er zur Ozawa-Gruppe gehörte. Nach der Wahlrechtsreform kandidierte er zunächst 1996 nur im Verhältniswahlblock Tokio, den er bis 2003 repräsentierte, ab 2000 auch im neuen Einzelwahlkreis Tokio 15, den er aber deutlich verlor, so dass er 2003 auch die Wiederwahl im Verhältniswahlblock verfehlte – 2003 setzte die Demokratische Partei alle 24 Wahlkreiskandidaten im Block Tokio auf den Listenplatz 1 – und aus dem Parlament ausschied. Erst beim demokratischen Erdrutschsieg in der Shūgiin-Wahl 2009 konnte Azuma den LDP-Amtsinhaber Ben Kimura um rund 15,000 Stimmen schlagen, den Wahlkreis erstmals gewinnen und wieder ins Parlament einziehen.
Von 2009 bis 2010 saß Azuma dem Shūgiin-Ausschuss für Wirtschaft und Industrie vor. Im September 2010 wurde er von Naoto Kan bei einer Kabinettsumbildung zum „Vizeminister“ im Kabinettsbüro berufen. Die Position behielt er bis 2011. Von 2011 bis 2012 war er Vorsitzender des Shūgiin-Sicherheitsausschusses (anzen-hoshō-iinkai).
Im Sommer 2012 folgte Azuma Ichirō Ozawa zusammen mit weiteren Gegnern der vom Parteivorsitzenden Yoshihiko Noda geplanten Mehrwertsteuererhöhung aus der Demokratischen Partei in die Kokumin no Seikatsu ga Daiichi. In der neuen Partei war er Generalsekretär. Vor der Shūgiin-Wahl 2012 schloss er sich zusammen mit den meisten Anhängern Ozawas der Nippon Mirai no Tō an. Bei der Wahl wurde er mit rund 28.500 Stimmen nur Vierter in seinem Wahlkreis und verfehlte auch eine Wiederwahl über den Block Tokio, wo die Partei nur ein Mandat gewann.
Bei der Wahl 2013 bewarb er sich für das Sangiin, das Oberhaus des nationalen Parlaments. Im nationalen Verhältniswahlkreis kandidierte er für Ozawas Seikatsu no Tō, erhielt aber mit 33.146 Stimmen nur den fünften Platz, und die Partei gewann bei der Verhältniswahl ohnehin null Sitze.